# BAM Racing
BAM Racing est une ancienne écurie NASCAR basée à Charlotte en Caroline du Nord et dirigée par Beth Ann Morgenthau.

## Parcours en NASCAR Cup Series
Après des débuts en ARCA RE/MAX Series en l'an 2000, l'écurie s'engage en NASCAR Cup Series, première division de la discipline, en 2001 et participe entre 2002 et 2008 à 167 courses sans parvenir à en remporter une seule. Elle fait essentiellement courir la Dodge no 49 de Ken Schrader. Son meilleur résultat est une 6e place à Bristol en 2004.